# Berwang
Berwang este un oraș în Austria.